# Ейфель (фільм)
«Ейфель» (фр. Eiffel) — історична мелодрама Мартіна Бурбулона, головні ролі в якій виконали Ромен Дюріс і Емма Маккі. Дія фільму розгортається в Парижі в кінці XIX століття. Сюжет розкриває подробиці запаморочливого роману французького інженера Гюстава Ейфеля, що надихнув його на створення Ейфелевої вежі.
Прем'єра у Франції відбулася 17 лютого 2021 року.

## Сюжет
Париж, кінець XIX століття. Талановитий інженер Гюстав Ейфель мріє будувати метро, підземну залізницю майбутнього. Однак зустріч з таємничою жінкою з минулого перевертає його життя. Їх роман надихає Ейфеля на створення немислимого архітектурного шедевра — гігантської ажурної вежі, що стала в підсумку символом Парижу, романтики і любові.

## У ролях
- Ромен Дюріс — Гюстав Ейфель
- Емма Маккі — Адрієн Бурже
- П'єр Деладоншам — Антуан Рестак
- Арман Буланжер — Клер Ейфель

## Виробництво
З бюджетом в 23,4 мільйона євро «Ейфель» є одним із найдорожчих у виробництві французьких фільмів 2020 року. В одному з інтерв'ю директор з виробництва картини Франсуа Хамель розповів, що для покриття додаткових витрат, пов'язаних із санітарними правилами під час пандемії коронавірусу знадобився додатковий бюджет на зйомки в розмірі 300 000 євро.

### Знімання
Зйомки фільму почалися в 2019 році, однак були припинені через пандемію коронавірусу. Вони поновилися в червні 2020 року. Проходили зйомки в Парижі, а також у Департаменті Жиронда біля мосту Кубзак, побудованого Гюставом Ейфелем у Кюбзак-ле-Пон, у Департаменті Верхня Луара, в Л'Альянсі (Понт-Соломон) і в Департаменті Івелін, а також у замку Château de Vaugien у Сен-Ремі-Ле-Шеврез.

## Примітка
1. ↑  Release Info
2. ↑  Eiffel: une première image du duo romantique formé par Romain Duris et Emma Mackey. Архів оригіналу за 2 березня 2022. Процитовано 17 травня 2021.
3. ↑  Sur le tournage de la superproduction «Eiffel», dont la reprise était particulièrement scrutée. Архів оригіналу за 17 травня 2021. Процитовано 17 травня 2021.
4. ↑  Tournage du film " Eiffel " à Cubzac: les premières informations, photos et vidéos !. Архів оригіналу за 17 травня 2021. Процитовано 17 травня 2021.